# Christo Botevstadion (Plovdiv)
Het Christo Botevstadion (Bulgaars: Стадион „Христо Ботев“, Stadion Christo Botev) is een multifunctioneel stadion in de Bulgaarse stad Plovdiv. Het wordt vooral gebruikt voor voetbalwedstrijden en is de thuisbasis van voetbalclub Botev Plovdiv. Het stadion, dat werd geopend in 2023, biedt plaats aan 18.777 toeschouwers. Het stadion staat op dezelfde plek als het oude stadion van Botev Plovdiv met dezelfde naam. Dit stadion werd in 2013 afgebroken en gedurende tien jaar werd er aan het nieuwe stadion gebouwd.

## Geschiedenis
Botev Plovdiv speelde tussen 1961 en 2013 in een stadion op dezelfde plek met dezelfde naam. In 2010 werd Botev Plovdiv eigenaar van dit oude stadion, daarvoor was het stadion eigendom van het Bulgaarse leger. Direct waren er plannen om het verouderde stadion te vernieuwen. In januari 2012 werden de vernieuwbouwplannen gepresenteerd. In de periode 2012-2013 werd het oude stadion gesloopt. De symbolische eerste steen van het nieuwe stadion werd op 1 juli 2013 gelegd. Toen was de opening van het stadion nog voorzien voor eind 2014. Botev Plovdiv speelde de thuiswedstrijden tijdelijk op een trainingscentrum in Komatevo, een wijk in Plovdiv, waarvoor een tijdelijke tribune van 2000 toeschouwers werd gebouwd. In 2014 leidde een faillissement van de Bulgaarse Corpbank tot een halt van het project, omdat die bank de lening voor de bouw had verstrekt. Een jaar later nam de gemeente Plovdiv de bouw over, maar nog hetzelfde jaar kwam de bouw weer tot een tijdelijke stop, omdat de gemeentefondsen niet genoeg bleken. Pas in 2019 kon er door fondsen van de Europese Unie verder gebouwd worden. In 2020 nam de gemeente Plovdiv het hele project over en werd er een nieuw contract gesloten met bouwfirma's PIMK en Valmex over de finalisatie van de bouw. Daarna lag het project opnieuw stil vanwege de coronapandemie. Tussen 2022 en 2023 is de bouw alsnog gereedgekomen. Botev Plovdiv nam op 29 april 2023, na tien jaar op een trainingscomplex te hebben gespeeld, hun intrek in het stadion.
Voor het stadion staat een standbeeld van Christo Botev, een Bulgaarse volksheld en naamgever van het stadion. Een bijnaam van het stadion is Kolezja (vertaling: College), omdat het stadion op de plek staat waar in het begin van de twintigste eeuw het katholiek college Sint Augustinus stond.  

## Interlandoverzicht
| 1 | 7 september 2023 | Bulgarije – Iran          | 0 – 1 | Vriendschappelijk   | 13.253 |
| 2 | 8 september 2024 | Bulgarije – Noord-Ierland | 1 – 0 | UEFA Nations League | 14.300 |
| 3 | 12 oktober 2024  | Bulgarije – Luxemburg     | 0 – 0 | UEFA Nations League | 15.800 |